# Vesturárdalsfjall
Vesturárdalsfjall är ett berg i republiken Island. Det ligger i regionen Norðurland eystra, 230 km nordost om huvudstaden Reykjavík. Toppen på Vesturárdalsfjall är 1 183 meter över havet.
Runt Vesturárdalsfjall är det mycket glesbefolkat, med 3 invånare per kvadratkilometer. Det finns inga samhällen i närheten. Trakten runt Vesturárdalsfjall är permanent täckt av is och snö.